# 好きになったらキリンレモン
「好きになったらキリンレモン」は、ともさかりえがさかともえり名義で1996年7月10日に東芝EMI / EASTWORLDから発売したシングルである。

## 概要
女優・ともさかりえがさかともえり名義で発売。
オリコンチャート最高18位を記録。

## 収録曲
1. 好きになったらキリンレモン
  - 作詞：ともさかりえ
  - 作曲：三木トリロー・M.Rie（宮島理恵）
  - 編曲：西平彰

キリンレモンCMソング
2. 好きになったらキリンレモン（オリジナル・カラオケ）